# أدونيس مشوه
أدونيس مشوه (الاسم العلمي: Adonis distorta) نوع نباتي ينتمي إلى جنس الأدونيس أو عين الجمل من الفصيلة الحوذانية.